# Lewis Fitz-Gerald
Lewis Fitz-Gerald es un actor y director australiano.

## Carrera
En 1986 se unió al elenco recurrente de la serie The Flying Doctors donde interpretó al pilotor David "Gibbo" Gibson hasta 1991.
En el 2002 apareció como invitado en la popular serie de ciencia ficción Farscape donde interpretó a Kor Tosko, el embajador espacial Luxano.
En el 2004 apareció en la película The Mystery of Natalie Wood donde interpretó al doctor Thayer; la película se centra en la verdadera historia de la actriz Natalie Wood.
En el 2009 interpretó al detective sargento de la policía Gary Jubelin en la película A Model Daughter: The Killing of Caroline Byrne, la cual está basada en los hechos reales que condujeron a la desaparición y presunta muerte de la joven Caroline Byrne.
El 4 de junio de 2010 apareció como invitado en la popular serie australiana Home and Away donde interpretó al detective mayor de la policía Gordon Eaves hasta el 9 de junio del mismo año, cuando su personaje fuera arrestado por intentar matar a Hugo Austin y a Charlie Buckton.
En el 2011 se unió al elenco principal de la serie Crownies donde dio vida a David Sinclair, el director del ministerio público y fiscal.
En el 2014 se unió al elenco recurrente de la serie Janet King donde interpreta nuevamente a David Sinclair: la serie es el spin-off de Crownies.

## Filmografía

### Series de televisión
| Año             | Título                                | Personaje                 | Notas                                                           |
| --------------- | ------------------------------------- | ------------------------- | --------------------------------------------------------------- |
| 2018 - presente | Pine Gap                              | -                         | miniserie                                                       |
| 2017            | Blue Murder: Killer Cop               | Comisionado               | ep #1.2                                                         |
| 2016            | Hunters                               | Truss Jackson             | 13 episodios                                                    |
| 2016            | Rake                                  | Mandel                    | ep. #4.7                                                        |
| 2015            | Winter                                | Bjorn Johansson           | 2 episodios - miniserie                                         |
| 2014            | Janet King                            | David Sinclair            | 4 episodios                                                     |
| 2013            | Miss Fisher's Murder Mysteries        | Profesor Bradbury         | episodio "The Blood of Juana the Mad"                           |
| 2013            | Power Games: The Packer-Murdoch Story | Alan Reid                 | 2 episodios - miniserie                                         |
| 2011            | Crownies                              | David Sinclair            | 22 episodios                                                    |
| 2010            | Home and Away                         | Snr. Det. Gordon Eaves    | 4 episodios                                                     |
| 2004            | Out There                             | -                         | episodio "Crime and Punishment"                                 |
| 2004            | Blue Heelers                          | Jim Morgan                | episodio "The Cull"                                             |
| 2002            | Farscape                              | Kor Tosko                 | episodio "Into the Lion's Den: Part 1 - Lambs to the Slaughter" |
| 2001            | Ponderosa                             | Henry Stewart             | episodio "Secret and Lies"                                      |
| 1999            | Stingers                              | Det. Sen. Sgt. Vic Slater | episodio "Nothing Personal"                                     |
| 1998            | Murder Call                           | Lionel MacKenzie          | episodio "A View to a Kill"                                     |
| 1998            | Wildside                              | Bryant                    | 2 episodios                                                     |
| 1998            | Good Guys Bad Guys                    | Marshall Dobbs            | episodio "A Chip Off the Old Potato"                            |
| 1997            | Big Sky                               | Tom                       | episodio "Have a Little Faith"                                  |
| 1996            | Naked: Stories of Men                 | Stanky                    | episodio "Coral Island"                                         |
| 1996            | Snowy River: The McGregor Saga        | Henry Faulkner            | episodio "Flight of Fancy"                                      |
| 1994            | The Damnation of Harvey McHugh        | Trevor Martin             | episodio "Lord of the Files"                                    |
| 1993            | R.F.D.S.                              | Dr. Sebert Blitho         | episodio "Cave In"                                              |
| 1993            | G.P.                                  | Geoff Hardy               | 2 episodios                                                     |
| 1993            | Time Trax                             | Charlie Burke             | 2 episodios                                                     |
| 1986 - 1991     | The Flying Doctors                    | David "Gibbo" Gibson      | 15 episodios                                                    |
| 1991            | A Country Practice                    | Tony Harvey               | 2 episodios                                                     |
| 1989            | Mission: Impossible                   | Rhine                     | episodio "Target Earth"                                         |
| 1984            | Five Mile Creek                       | Nigel                     | episodio "Tricks of the Trade"                                  |
| 1980            | The Last Outlaw                       | Tom Lloyd                 | miniserie                                                       |
| 1980            | Young Ramsay                          | Maurice Morpeth           | episodio "Natural Selection"                                    |
| 1979            | Skyways                               | Leslie Foy                | 6 episodios                                                     |

### Películas
| Año  | Título                                          | Personaje                  | Notas                                                                                     |
| ---- | ----------------------------------------------- | -------------------------- | ----------------------------------------------------------------------------------------- |
| 2013 | The Wolverine                                   | Juez                       | junto a Hugh Jackman, Tao Okamoto, Rila Fukushima y Hiroyuki Sanada                       |
| 2012 | Not Suitable for Children                       | Dr. McKenzie               | junto a Ryan Kwanten, Ryan Corr, Bojana Novakovic, Susan Prior y Daniel Henshall          |
| 2011 | Phone Call                                      | Stanley                    | corto - junto a Mark Leonard Winter                                                       |
| 2011 | The Cup                                         | Sir Michael Smurfit        | junto a Stephen Curry, Jodi Gordon, Daniel MacPherson, Martin Sacks y Shaun Micallef      |
| 2011 | Lachlan Macquarie: The Father of Australia      | Comisionado Bigge          | junto a David Tennant, Grace Karskens, Tom Devine, Meg Douglass y Robin Walsh             |
| 2009 | A Model Daughter: The Killing of Caroline Byrne | Gary Jubelin               | junto a David Lyons, Cariba Heine, Gyton Grantley, Garry McDonald y Indiana Evans         |
| 2009 | The Boys Are Back                               | Tim Walker                 | junto a Clive Owen, Emma Booth, Laura Fraser, Chris Haywood, Erik Thomson y Nathan Page   |
| 2006 | Loveproof                                       | -                          | corto - junto a Alex Dimitriades y Megan Dorman                                           |
| 2005 | The Making of a Guilty Pleasure                 | Winston Fletcher           | junto a Pamela Reed, John Terry, Tim Draxl, Ritchie Singer y Nicholas Hammond             |
| 2004 | The Mystery of Natalie Wood                     | Dr. Thayer                 | junto a Justine Waddell, Michael Weatherly, Matthew Settle, Colin Friels y Steven Vidler  |
| 2000 | Border Patrol                                   | Dr. Roderick Helms         | junto a Michael DeLorenzo, Clayton Rohner, Mary Elkins y Bianca Nacson                    |
| 2000 | The Three Stooges                               | Jules White                | junto a Paul Ben-Victor, Rachael Blake, Anna Lise Phillips, Joel Edgerton y Marton Csokas |
| 2000 | Pitch Black                                     | Paris P. Ogilvie           | junto a Vin Diesel, Radha Mitchell, Cole Hauser, Keith David y Claudia Black              |
| 1996 | Dead Heart                                      | Les                        | junto a Bryan Brown, Marshall Napier, Angie Milliken, Aaron Pedersen y John Jarratt       |
| 1994 | Spider & Rose                                   | Robert Dougherty           | junto a Max Cullen, Tina Bursill, Marshall Napier, Brian Vriends y Bruce Venables         |
| 1992 | The Last Man Hanged                             | Keith Willey               | junto a Colin Friels, Angie Milliken, John Clayton, Ronald Graham y Chris Haywood         |
| 1989 | Police State                                    | -                          | junto a Bill Hunter, Nick Tate, Max Phipps, Colin Croft y Lynette Curran                  |
| 1988 | The Four Minute Mile                            | Denis Johannson            | junto a Adrian Rawlins, John Philbin, Michael York, Tracy Mann y Geneviève Picot          |
| 1988 | Evil Angels                                     | Tripple                    | junto a Meryl Streep, Sam Neill, David Hoflin, Jason Reason y Trent Roberts               |
| 1988 | Rikky and Pete                                  | Adam                       | junto a Stephen Kearney, Nina Landis, Bill Hunter, Bruno Lawrence y Bruce Spence          |
| 1988 | Warm Nights on a Slow Moving Train              | Brian                      | junto a Colin Friels, Norman Kaye, John Clayton, Wendy Hughes y Chris Haywood             |
| 1987 | The Shiralee                                    | Tony                       | junto a Bryan Brown, Noni Hazlehurst, William Zappa, Ray Meagher y Lynette Curran         |
| 1986 | The More Things Change...                       | Barry                      | junto a Judy Morris, Victoria Longley y Barry Otto                                        |
| 1986 | Ivanhoe                                         | Ivanhoe                    | junto a Robert Coleby, Nick Tate, Liz Alexander y Simon Burke                             |
| 1985 | Time's Raging                                   | -                          | junto a Michael Aitkens, David Downer y Judy Morris                                       |
| 1985 | The Boy Who Had Everything                      | Vandervelt                 | junto a Jason Connery, Diane Cilento, Laura Williams y Denise Roberts                     |
| 1982 | Fighting Back                                   | John                       | junto a Kris McQuade, Paul Smith, Caroline Gillmer y Robyn Nevin                          |
| 1982 | We of the Never Never                           | Jack                       | junto a Angela Punch McGregor, John Jarratt, Tony Barry y Tommy Lewis                     |
| 1981 | Outbreak of Love                                | Capt. John Wickham         | junto a Rowena Wallace, Tony Bonner, Sigrid Thornton, Brendon Lunney y Jackie Woodburne   |
| 1981 | I Can Jump Puddles                              | Alan Marshall              | junto a Lesley Baker, Tony Barry, Julie Hamilton, Debra Lawrance y Christine Amor         |
| 1980 | 'Breaker' Morant                                | Lt. George Ramsdale Witton | junto a Edward Woodward, Jack Thompson, John Waters, Bryan Brown y Chris Haywood          |

### Director y escritor
| Año         | Título              | Notas                                                              |
| ----------- | ------------------- | ------------------------------------------------------------------ |
| 2008        | Out of the Blue     | 15 episodios - director                                            |
| 2008        | Neighbours          | 5 episodios - director                                             |
| 2003 - 2006 | Home and Away       | 59 episodios - director                                            |
| 2002        | Mcleod's Daughters  | 2 episodios - director                                             |
| 2001        | Water Rats          | 2 episodios - director 4 episodios - director de la segunda unidad |
| 1999 - 2000 | Stingers            | 4 episodios - director                                             |
| 1996        | Twisted Tales       | episodio "A Sure Thing" - director                                 |
| 1992        | The Last Man Hanged | película - director y escritor                                     |

### Teatro[4]
| Año  | Obra                    | Personajes | Director (a)    | Teatro                | Notas                                                                           |
| ---- | ----------------------- | ---------- | --------------- | --------------------- | ------------------------------------------------------------------------------- |
| 1993 | The Perfectionist       | -          | George Whaley   | Marian Street Theatre | junto a Murray Bartlett, Elaine Lee, Anne Tenney y Peter Whitford               |
| 1991 | The Master Builder      | -          | Neil Armfield   | Belvoir St. Theatre   | junto a Angie Milliken, Jacqueline McKenzie, Russell Newman y John Stanton      |
| 1989 | Top Silk                | -          | Graeme Blundell | -                     | junto a Helmut Bakaitis, Tina Bursill, John Clayton, Simon Kay y Geoff Morrell  |
| 1988 | Dreams in an Empty City | -          | Keith Hack      | Lyric Theatre         | junto a Philip Madoc, Gabrielle Mason, Warwick Moss y Anna Nygh                 |
| 1983 | The Maid's Tragedy      | -          | Barry Kyle      | Athenaeum Theatre     | junto a Elizabeth Alexander, Robert Coleby y Pamela Rabe                        |
| 1982 | Death of a Salesman     | -          | George Ogilvie  | York Theatre          | junto a Judi Farr, Tim McKenzie y John Stone                                    |
| 1978 | The Threepenny Opera    | -          | George Whaley   | NIDA Theatre          | junto a Penny Cook, Peter Cousens, Linda Cropper, John Howard y Glenda Linscott |
| 1978 | Major Barbara           | -          | John Clark      | NIDA Theatre          | junto a John Howard, Penny Cook, Glenda Linscott y Robert Grubb                 |

## Premios y nominaciones
| Año  | Categoría                       | Premio    | Película         | Resultado |
| ---- | ------------------------------- | --------- | ---------------- | --------- |
| 1980 | Best Actor in a Supporting Role | AFI Award | 'Breaker' Morant | Nominado  |